# Скобов, Дмитрий Прохорович
Дмитрий Прохорович Скобов (октябрь 1901—1963) — Заслуженный деятель науки и техники РСФСР, доктор технических наук, учёный в области механики и её приложений в кораблестроительных науках.

## Биография
Активный участник Гражданской войны, прошедший в рядах Красной Армии путь от бойца-добровольца до заместителя начальника штаба части пограничных войск.
В 1925 году Д. П. Скобов после окончания службы в армии поступил на кораблестроительный факультет Ленинградского политехнического института. В 1930 году окончил институт и по предложению ведущих профессоров факультета И. В. Мещерского и П. Ф. Папковича был оставлен на педагогической работе в только что организованном Ленинградском кораблестроительном институте. Д. П. Скобов начал преподавать на кафедре теоретической механики и совмещал педагогическую работу с активной научной и инженерной деятельностью в организациях судостроительной промышленности. В 1930-х годах Д. П. Скобов выполнил ряд работ совместно с П. Ф. Папковичем в области прочности и вибрации судов, которые не потеряли актуальности до настоящего времени.
В годы Великой Отечественной войны Д. П. Скобов решал важные проблемы, направленные на совершенствование кораблей военно-морского флота. В эти годы под влиянием непосредственных запросов флота началась его работа над проблемами динамики подводных технических средств, в решение которых он внёс значительный вклад. В 1946 году защитил кандидатскую диссертацию. В 1950 году защитил докторскую диссертацию, которая явилась фундаментальным трудом, ставшим учебным пособием для многих поколений научных работников и инженеров.
Другим направлением в научной деятельности Д. П. Скобова в послевоенные годы была его работа в области теории систем автоматического управления подводными техническими средствами.
Кроме работы в институте, Д. П. Скобов также продолжал работать во многих промышленных организациях, консультируя и выполняя работы, посвящённые решению сложных технических вопросов. Профессор Скобов внёс существенный вклад в развитие отечественного судостроения.
В Ленинградском кораблестроительном институте профессор Скобов сначала работал на кораблестроительном факультете, а потом перешёл на вновь образованный приборостроительный факультет. Явился основателем одной из кафедр и был её заведующим до своей кончины в 1963 году. Под руководством профессора Скобова на кафедре проводились фундаментальные исследования и была организована подготовка специалистов по динамике и автоматическому управлению подводных технических средств. Результатом этой работы явилось создание учебника по основам динамики подводных объектов, вышедшего под редакцией Д. П. Скобова в 1963 году в издательстве «Судостроение» и ставшего настольной книгой для многих поколений инженеров и студентов. Д. П. Скобов руководил созданием лаборатории систем автоматического управления, коллектив которой активно участвовал в решении сложнейших научно-технических задач, направленных на повышение обороноспособности страны.

## Общественная работа
Д. П. Скобов был депутатом городского совета г. Ленинграда III и IV созывов.

## Награды
- В 1957 году присвоено почётное звание Заслуженного деятеля науки и техники РСФСР
- В 1959 году награждён орденом Трудового Красного Знамени.

## Семья
- Сын — Евгений Дмитриевич Скобов (род. 1940), учёный-кораблестроитель, доктор технических наук, профессор.